# Tadeusz Łysiak
Tadeusz Łysiak (* 1993 in Warschau) ist ein polnischer Regisseur und Drehbuchautor.

## Leben
Tadeusz Łysiak studierte an der Fakultät für Kulturwissenschaften an der Universität Warschau. Anschließend studierte er Regie an der Warszawska Szkoła Filmowa (Warschauer Filmhochschule).
Seine erste Regiearbeit war der Kurzfilm Lustro 2017. Ein Jahr später folgte Techno, ebenfalls ein Kurzfilm. Schließlich drehte er 2020 Das Kleid, einen Kurzfilm über eine kleinwüchsige Frau, die in einem Motel als Zimmermädchen arbeitet. Der Film wurde bei der Oscarverleihung 2022 als bester Kurzfilm nominiert, unterlag aber The Long Goodbye von Riz Ahmed und Aneil Karia. Zu allen drei Filmen schrieb Łysiak auch das Drehbuch.

## Filmografie
- 2017: Lustro
- 2018: Techno
- 2020: Das Kleid (Sukienka)